# フォード・マスタングコブラ
フォード・マスタングコブラ（Ford Mustang Cobra）は、フォード・モーターがかつて製造・販売していたマスタングの高性能モデルである。

## 概要
1993年に4代目マスタングで初登場して以来、翌年のフルモデルチェンジ後も変更を繰り返しながら継続して生産され、FOX4プラットフォーム最後の年となる2004年まで存在していた。コブラはキャロル・シェルビー率いるシェルビーアメリカンが使用していた名称だが、第3世代、第4世代のマスタングコブラの開発にシェルビーは関与していない。フォードのSVT（Special Vehicle Team）によって生み出された経緯から、本国ではマスタングSVTコブラ（Mustang SVT Cobra）と呼ばれている。日本への正規輸入は1996年モデルから開始され、1999年モデルまで継続された。

## 歴史

### 初代（1993年）

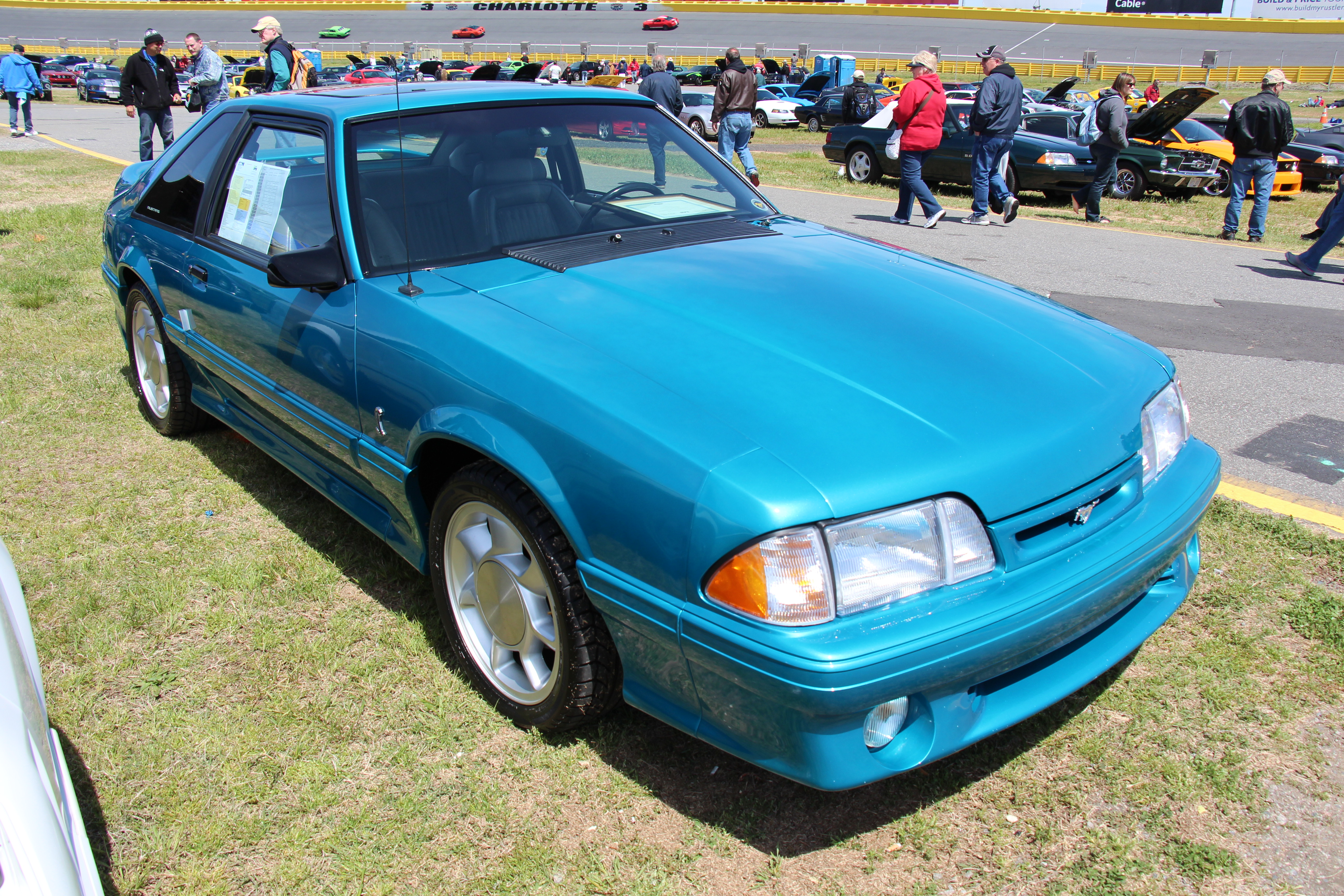
マスタングSVTコブラ

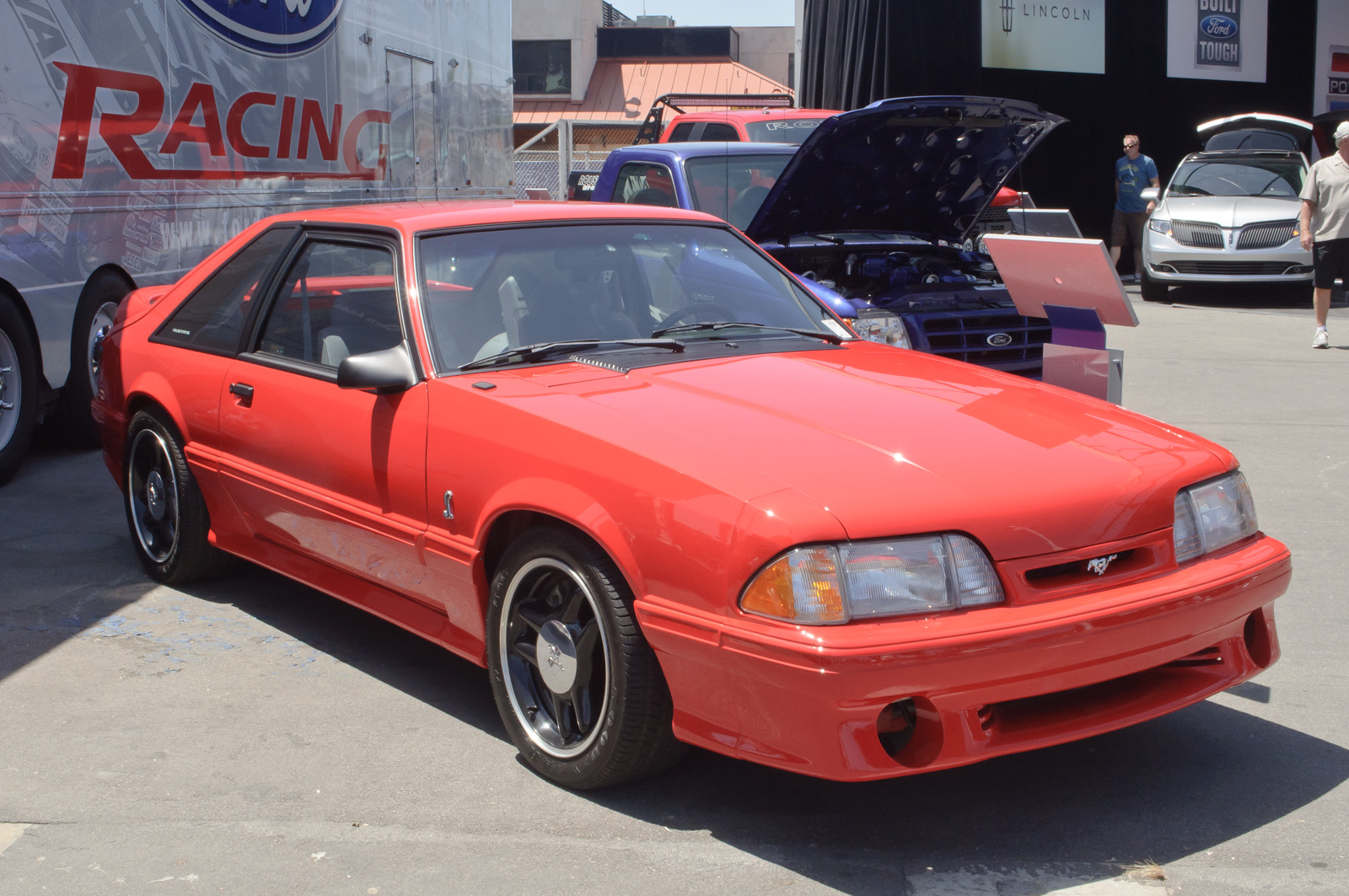
マスタングSVTコブラR

FOXプラットフォームで1979年にデビューした4代目マスタングの最終年となる1993年モデルでラインナップに加わる。高出力版のV8・5.0l（302キュービックインチ）OHVエンジンや、専用セッティングの足回り、エアロパーツなどが装備され、性能、外観ともに標準仕様のマスタングとは区別されていた。他、モータースポーツベース仕様としてラジオやエアコン、後部座席などを省略したコブラRも少数生産。
生産台数は5100台。内訳はコブラが4993台、コブラRが107台。

### 2代目（1993年 - 2005年）

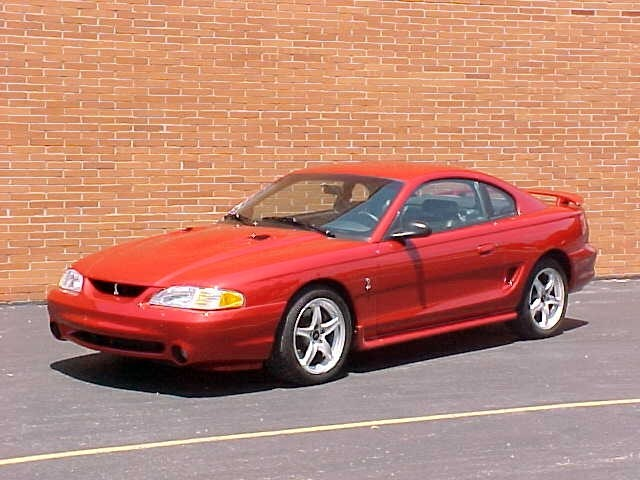
マスタングSVTコブラ（1998年型）

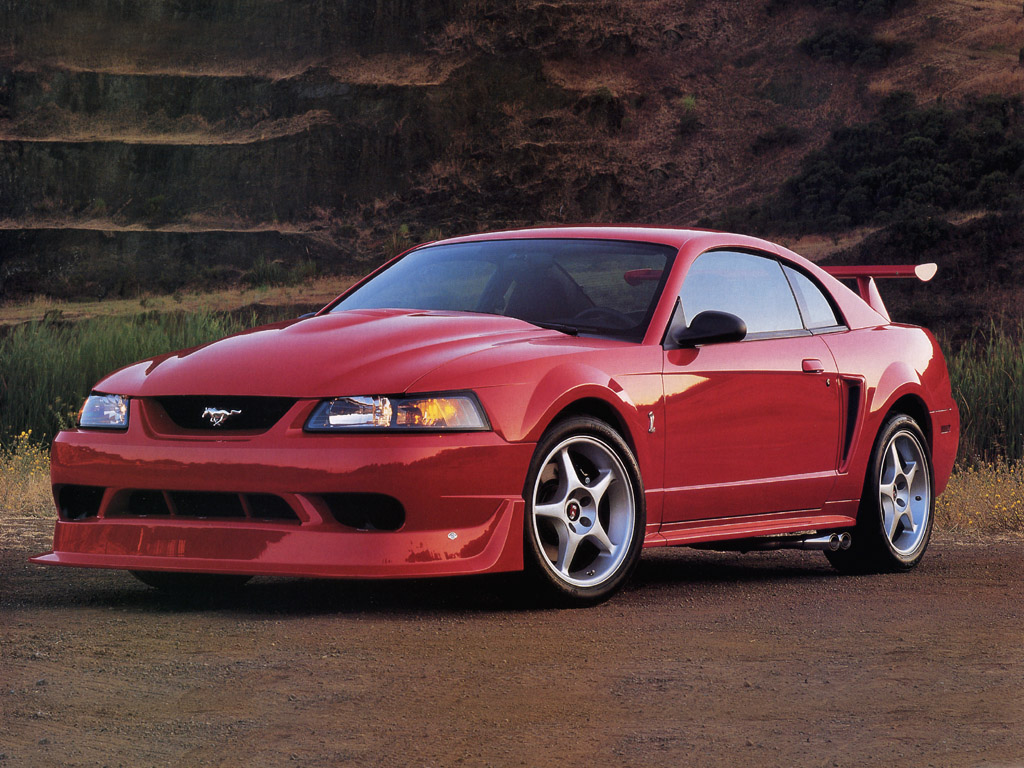
マスタングSVTコブラR（2000年型）

1993年にベースとなるマスタングのフルモデルチェンジを受け、1994年モデルの中途より追加。エンジンは240psのV8・5.0l（302キュービックインチ）OHVエンジン、5速マニュアル（T5）、足回り、フロントバンパー、アルミホイールなどが専用装備として与えられる。1995年にはコブラRが、250台限定で発売。エンジンは300psのV8・5.8L（351キュービックインチ）OHVが搭載された。
1996年、エンジンが伝統のOHVからDOHCへと変更になる。ブロック、ヘッドが共にアルミ製となり、ブロックはイタリア製、カムシャフトはドイツ製と輸入部品を使用している。排気量は4.6L（281キュービックインチ）へとダウンするが、可変バルブの搭載などによる高効率化の恩恵で出力は一気に309ps（本国では305ps）へとアップ。ミッションは同じ5速マニュアルながら、ボルグワーナーT45へと進化している。外装ではリアバンパー、ボンネットもコブラ専用品に変更された。
1999年にはマスタングのマイナーチェンジにより、コブラもボディパネルを一新する大幅な刷新が行われる。通常のマスタングとの外観上の違いは、フロントバンパー、リアバンパー、ボンネット、アルミホイールなど。エンジンは前年と同じ排気量のまま、320psへとパワーアップ。ミッションは1999年は前年に引き続きボルグワーナーのT45だったが、2001年にはトレメックの3650へと置き換えられた。2000年には再びコブラRが復活（画像2枚目）し、エンジンは5.4L（330キュービックインチ）385psへと大幅に引き上げられている。大型のフロントスプリッターとリアウィングが外観上の特徴。
2000年モデルでは4.6L（281キュービックインチ）エンジンにスーパーチャージャーを装備し、出力は390psまで到達。ミッションはトレメックのT56（6速マニュアルミッション）。コブラが過給器を装着したことにより、それまでのコブラが担っていた自然吸気のハイパフォーマンスバージョンとしてMach 1（マッハ1）の名を冠するモデルが復活。
2005年にフルモデルチェンジされた6代目マスタングにおいてコブラの名を冠するモデルは設定されず、代替としてシェルビー・マスタングが登場。車名にコブラの名称は消えたが、ボディ各部にコブラエンブレムが配されている。